# Estilista

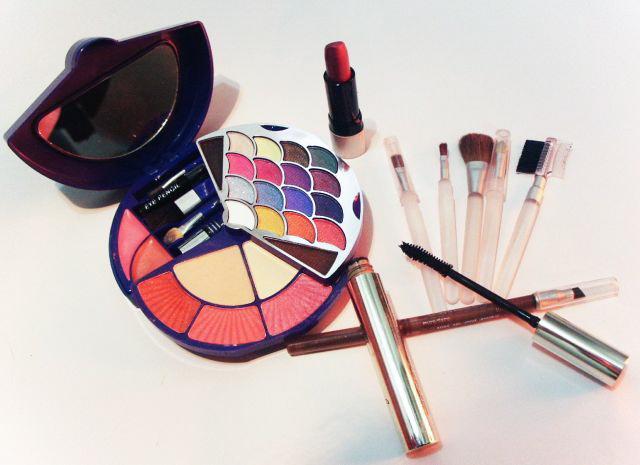
Diferentes cosméticos.

Un estilista es un profesional que se dedica a asesorar sobre la vestimenta, el peinado y, en general, la imagen y estética de los clientes, normalmente tomando como guía la moda o tendencias del momento.

## Formación y requisitos
Las estilistas son los profesionales encargados de crear una armonía estética alrededor de un sujeto o escenario. El estilista se encarga de seleccionar los elementos adecuados para una editorial de revista, campañas publicitarias, televisión, vídeos musicales, presentaciones en conciertos y cualquier aparición pública de algún modelo o celebridad. Generalmente, los estilistas :[ son parte de un equipo requerido por el cliente para trabajar junto con diseñadores de moda, fotógrafos, directores, peluqueros y maquilladores para crear una apariencia particular o un tema para un proyecto específico.
El estilista puede asesorar tanto en maquillaje y peluquería como en vestuario. Si bien, su valor añadido es la correcta aplicación de las tendencias y la moda imperante en cada momento a la persona. Habitualmente son contratados por celebrities o bien por productoras de televisión 
para confeccionar la imagen de las personas que participan en el espectáculo.
Para trabajar como estilista hay varias vías a seguir:
- Formación Profesional de Grado Superior: Técnico Superior de Imagen Personal y Corporativa.
- Estudios Universitarios de Grado Superior: Escuelas de diseño y moda.

- Otros estudios:
- Cursos de peluquería
- Cursos de barbería
- Cursos de maquillaje
- Cursos de estilismo de moda y su imagen
- Cursos de estilismo, imagen y moda
- Cursos de fotografía de moda y estilismo personal
- Estudios de estilismo

Las salidas profesionales del estilismo son las siguientes:
- Estilista
- Editor de moda